# Cophogryllus pietersburgi
Cophogryllus pietersburgi is een rechtvleugelig insect uit de familie krekels (Gryllidae). De wetenschappelijke naam van deze soort is voor het eerst geldig gepubliceerd in 2008 door Gorochov & Mostovski.